# Херцогство Парма, Пиаченца и Гуастала
Херцогство Парма, Пиаченца и Гуастала (на италиански: Ducato di Parma, Piacenza e Guastalla) е италианска държава преди обединението, съществувала от 1545 до 1859 г., с пауза от 1808 до 1814 г., когато е анексирана към Първата френска империя и трансформирана в департамент. Херцогството първо е управлявано от династията Фарнезе, а от 1731 г. от тази на Бурбон-Парма. През 1859 г. херцогските територии са включени в Обединените провинции на Централна Италия и впоследствие присъединени към Кралство Сардиния чрез плебисцит от 12 март 1860 г.

## История
Херцогството е отделено през 1545 г. от Херцогство Милано и дадено на Пиер Луиджи Фарнезе, един нелегитимен син на папа Павел III. Пиер е убит през 1547 г. от градските аристократи, след което императорските войски с командир Феранте Гонзага успяват да дадат Парма на Отавио Фарнезе. Отавио Фарнезе получава допълнително Пиаченца, затова след това владетелската територията се нарича неточно също Херцогство Парма и Пиаченца.
Фамилията Фарнезе управлява херцогството до нейното измиране през 1731 г. След това преминава от 1732 г. към странична линия на Бурбоните с император Карлос III. Между 1735 – 1748 г. херцогството е под владението на Хабсбургите. След това е на фамилията Бурбони с херцог Филип, който става прародител на страничната линия Бурбон-Парма.
През 1802 г. след смъртта на херцог Фердинанд френските войски окупират малкото херцогство. През 1808 г. то е анектирано от Франция и подчинено на Department Taro. През 1814 г. херцогството е отново подновено, с владетелка Мария-Луиза Австрийска. Тя управлява до нейната смърт 1847 г. След смъртта ѝ Дом Бурбон-Парма идва обратно на трона.
През 1854 г. херцогиня Луиза Мария Тереза Френска става регентка на Парма. През 1859 г. тя бяга заради Сардиниската война с децата си в Швейцария и по-късно в Австрия. През 1860 г. Парма влиза в Кралство Сардиния.
Титлата „Херцог на Парма“ се носи и след това от мъжките наследници.

## Галерия
- Герб на Дом Фарнезе
- Херцогство Парма и Пиаченца 1639 г.
- Северна и Средна Италия през 1796 г.
- Северна и Средна Италия през 1803 г.
- Северна и Средна Италия през 1806 г.